# Claude Théophile de Béziade

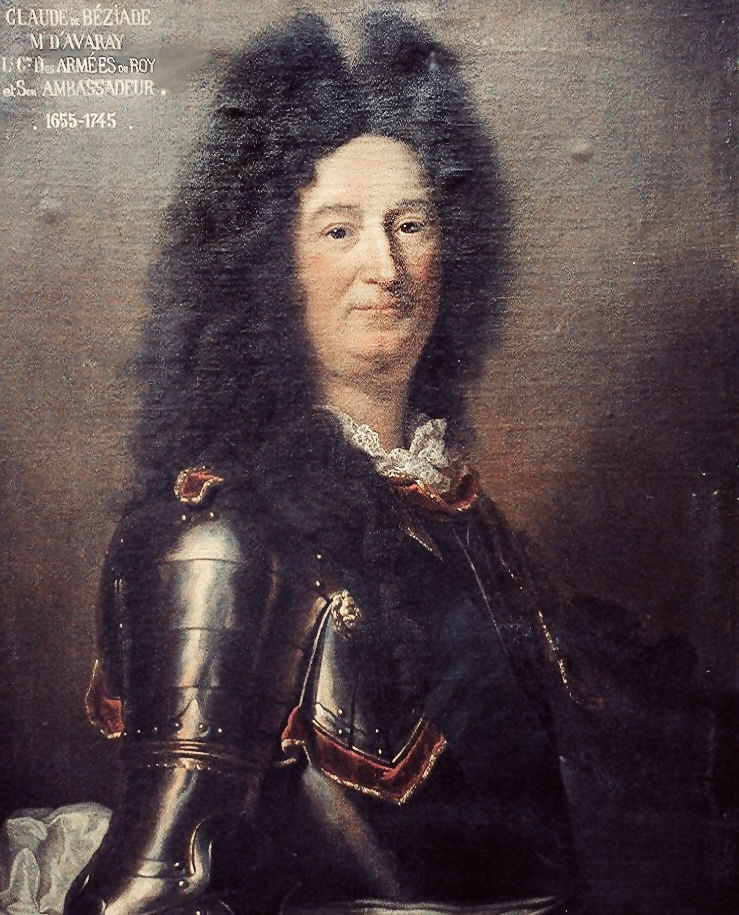
Claude Théophile de Béziade

Claude Théophile de Béziade (auch Bésiade; * 2. Mai 1655; † 6. April 1745 in Paris im Hôtel d’Avaray) war ein französischer Militär und Diplomat.
Er war Chevalier, Marquis d’Avaray, Baron de Lussay, Seigneur de Lestiou, de Courbouzon et de La Brosse-Montmort,

## Leben
Claude Théophile de Béziade war der Sohn von Théophile de Béziade, Marquis d’Avaray, und Marie des Estangs. Beim Tod seines Vaters fand er ein Erbe in Unordnung vor, auf das er aber nicht verzichten wollte, so dass er gezwungen war, alle seine Ländereien in Béarn aufzugeben, um die Gläubiger zu bezahlen: sie gingen in den Besitz der Familie Gassion über (seine Tante Marie war mit Jean de Gassion, Président à mortier du Parlement de Pau, verheiratet, dem gleichnamigen älteren Bruder des Maréchal de Gassion).

### Holländischer Krieg (1672–1678/79)
Er war Page von Monsieur, dem Bruder Ludwigs XIV., bevor er sich der Militärlaufbahn zuwandte. Am 1. Oktober 1672 trat er als Kornett in das Régiment de cavalerie de Sourdis ein. 
Claude Théophile de Béziade diente 1673 bei der Belagerung von Maastricht (Juni/Juli), kämpfte am 11. August 1674 in der Schlacht bei Seneffe und deckte 1675 die Belagerungen von Dinant, Huy und Limbourg ab. Am 9. September 1675 erhielt er eine Kompanie im selben Regiment, die er bei den Belagerungen von Condé, Bouchain und Aire im Jahr 1676 kommandierte, 1677 bei der Belagerung von Valenciennes (Februar/März), in der Schlacht bei Cassel (11. April) und bei der Einnahme von Saint-Omer, sowie 1678 bei den Belagerungen von Gent und Ypern (März) und in der Schlacht bei Saint-Denis (14./15. August). Nachdem seine Kompanie am 8. August 1679 aufgelöst worden war, wurde er auf Befehl vom 15. August als Capitaine réformé im Gefolge des Régiment de Grignan behalten. 

### Reunionskrieg (1683/84)
Béziade stellte im Auftrag vom 7. März 1682 eine Kavalleriekompanie auf, die mit Befehl vom 22. Juni in das Régiment de Saint-Silvestre cavalerie eingegliedert wurde. Im selben Jahr diente er im Feldlager an der Saar, dann im Feldlager an der Schelde, bei der Belagerung von Kortrijk, der Eroberung von Diksmuide und der Bombardierung von Oudenaarde im Jahr 1683. Er war in der Armee eingesetzt, die die Belagerung von Luxemburg (April–Juni 1684) abdeckte. In den Jahren 1685, 1686 und 1687 sowie vom 6. Juni bis 12. August 1688 war er dem Saônefeldlager zugeordnet.

### Pfälzischer Erbfolgekrieg (1688–1697)
Als Mestre de camp eines Dragonerregiments seines Namens, das er im Auftrag vom 20. August 1688 aufstellte (dieses Regiment gehörte von 1689 bis einschließlich 1693 nicht zu irgendeinem Armeekorps) diente Béziade 1689 im Feldlager von François de Calvo. Durch Patent vom 28. April 1694 zum Brigadier ernannt, diente der Marquis d’Avaray in der Flandernarmee unter Monseigneur, 1695 dann in derselben Armee unter Marschall Villeroy. 1696 trat er unter Marschall Boufflers in die Maasarmee ein und 1697 wieder in die Flandernarmee unter Marschall Villeroy. Sein Regiment wurde mit Befehl vom 13. November 1698 reformiert.

### Spanischer Erbfolgekrieg (1701–1714)
Durch Briefe vom 5. Februar 1701 stellte er sein Regiment wieder her und trat auch an dessen Spitze, als er durch Patent vom 29. Januar 1702 zum Maréchal de camp befördert worden war. Durch Auftrag vom 19. Juli 1702 wurde er in Abwesenheit des Comte de Marsin (der französischer Botschafter in Spanien war) und unter der Autorität des Vizekönigs Juan Manuel Fernández Pacheco als Kommandeur ins Königreich Neapel geschickt. Mit Vollmacht vom 10. Februar 1704 zum Lieutenant-général des Armées du Roi ernannt, befehligte er weiterhin in Neapel, bis ihm am 1. August 1705 Briefe zugesandt wurden, nach denen er sich der Armee des Königs unter Marschall Tessé in Spanien anschließen sollte. Im Oktober marschierte er zum Entsatz des belagerten Badajoz. 1706 war er in derselben Armee unter Marschall Berwick unterstellt und nahm an der Eroberung von Cartagena teil. Mit Briefen vom 4. April 1707 diente er weiterhin in dieser Armee und kämpfte insbesondere in der Schlacht bei Almansa am 25. desselben Monats, einer der bedeutendsten Schlachten auf dem spanischen Kriegsschauplatz, da die vernichtende Niederlage der Alliierten eine Kriegswende zugunsten der Franzosen auf der Halbinsel und die Sicherung der spanischen Krone für Philippe de Bourbon, dessen Page er 40 Jahre zuvor war, zur Folge hatte. Im Rahmen der nun folgenden Unterwerfung der Königreiche Valencia und Aragón griff er am 2. Juni die Festung an, die den Ebro-Brückenkopf von Tortosa bedeckte, und war auch an der Belagerung und Einnahme von Lerida im Oktober beteiligt. Er war 1708 in derselben Armee unter dem Herzog von Orléans eingesetzt und nahm bei der Belagerung von Tortosa (Juni/Juli) teil, sowie der Einnahme von Pons, Alos, Ager und Montagnana. Er diente noch 1709 in dieser Armee unter Marschall Bezons, der keine Expeditionen unternahm. Nach seiner Rückkehr nach Frankreich wurde er 1710, 1711 und 1712 in der Flandernarmee unter den Marschällen Villars und Montesquiou eingesetzt; 1712 befand er sich bei den Belagerungen und der Einnahme von Douai (Juli–September), Le Quesnoy und Bouchain (Oktober) wieder. Er wurde 1713 in der Rheinarmee unter den Marschällen Villars und Bezons eingesetzt und diente bei der Belagerung von Landau (Juni–August), bei der Niederlage von General Vaubonne, der Belagerung und Einnahme von Freiburg (September).

### Botschafter in der Schweiz
„Vom 5. November 1716 bis zum 30. Oktober 1726 Ambassador des französischen Königs in Solothurn, mit Neigung zu Drohgebärden, von seinen Vorgesetzten nicht vorbehaltlos unterstützt. Geschäftsträger Laurent Corentin de La Martinière vertrat Claude-Théophile de Bésiade d’Avaray während seiner häufigen Abwesenheiten. Während seiner Amtszeit, die belastet war durch die Machenschaften seines Vorgängers Charles-François de Vintimille Du Luc und durch französische Finanzkrisen, brannte seine Residenz, der Ambassadorenhof, nieder (Neubau 1717–1724 von Franz Beer von Blaichten). D’Avarays Reduktion der kostspieligen Offiziersstellen (1719) führte dazu, dass Solothurn in der Folge auch anderen Mächten Söldner gewährte. Spannungen ergaben sich auch aus den eidgenössischen Abwehrmassnahmen gegen die Pest in der Provence 1720–1722. Das Hauptziel der französischen Politik, eine Allianz mit der gesamten Eidgenossenschaft, erreichte d’Avaray nicht, hingegen hintertrieb er 1725–1726 mit Erfolg eine kaiserliche Einflussnahme.“
In seiner Zeit als Gesandter wurde er Gouverneur, Grand-Bailli von Péronne, Lieutenant-général im Gouvernement der Städte Péronne, Montdidier und Roye. Bei seiner Rückkehr nach Frankreich wurde ihm die Aufnahme in den Orden vom Heiligen Geist zugesagt, die Nominierung erfolgte aber erst am 2. Februar 1739, die Aufnahme am 17. Mai.

### Polnischer Thronfolgekrieg (1733–1738)
Durch einen am 8. Oktober 1733 in Fontainebleau erteilten Auftrag wurde er noch einmal reaktiviert – er war mittlerweile 78. Jahre alt. Er wurde zum Kommandeur in Flandern ernannt und befehligte dort tatsächlich bis zum 30. März 1734; nachdem er dann durch den Marquis de Puységur ersetzt worden war, zog er sich aus dem Militärdienst zurück.

## Ehe und Nachkommen
Claude Théophile de Béziade heiratete am 6. November 1691 Catherine Angélique Foucault († 28. April 1728), Tochter von Joseph Foucault und Marie de Mestreseau, Schwester von Nicolas-Joseph Foucault. Ihre Kinder sind:
- Jean Théophile (* 29. Oktober 1696; † 10. Oktober 1734, 38 Jahre alt, an den Folgen der Schlacht bei Guastalla), Brigadier
- Charles Théophile (* 1701; † 29. Mai 1746[5]), Chevalier, Marquis d’Avaray, Maréchal de camp; ⚭ 12. Dezember 1736 Marguerite Elisabeth Mégret d’Étigny, Tochter von François Nicolas Mégret, Seigneur de Passy, und Marguerite de Beaucousin
- Catherine Angélique; ⚭ 3. Dezember 1719, Jean Louis, Baron de Boeil
- Olympe; ⚭ André le Picard, Chevalier, Seigneur d’Aubercourt